# Шинцнах-Дорф
Шинцнах-Дорф (нем. Schinznach-Dorf) — населённый пункт в Швейцарии, входит в состав коммуны Шинцнах округа Бругг в кантоне Аргау.
Население составляет 1664 человека (на 31 декабря 2007 года).
До 2013 года был самостоятельной коммуной (официальный код — 4115). С 1 января 2014 года объединён с коммуной Оберфлакс в новую коммуну Шинцнах.